# Александар Коцич
Александар Коцич (серб. Александар Коцић, 18 березня 1969, Власотинце) — колишній югославський та сербський футбольний воротар.

## Клубна кар'єра
Почав займатися футболом у рідному місті Власотинце, де захищав кольори клубу «Власина», а згодом перейшов у клуб «Дубочиця» з Лесковаца.
У вищому дивізіоні Югославії дебютував виступами за команду «Воєводина» (1990—1996), ворота якої захищав у 107 матчах чемпіонату.
1996 року Коцич відправився за кордон і виступав за іспанський «Леванте» та італійські «Перуджу» та «Емполі», але заграти не зумів, через що на початку 1990 року повернувся до Сербії і підписав угоду з белградською «Црвеною Звездою».
Як воротар «Црвени» Александар виграв два чемпіонські титули поспіль у 2000 та 2001 роках і два Кубки — у 1999 та 2000 роках. Першим трофеєм став Кубок Югославії у 1999 році, коли у фіналі був переможений «Партизан» з рахунком 4:2. У наступному сезоні 1999/00 «Звезда» здобула «золотий дубль», вигравши і чемпіонат і кубок, а Коцич провів 48 ігор у всіх змаганнях. У наступному сезоні команда Славолюба Мусліна не змогла вийти в груповий етап Ліги чемпіонів, програвши у кваліфікації київському «Динамо», але захистила чемпіонський титул. Кочич у сезоні 2000/01 зіграв 48 матчів в усіх турнірах.
Завершив кар'єру в кіпрській команді «Етнікос» (Ахна), за яку виступав у 2001—2006 роках.

## Виступи за збірну
За збірну СР Югославії дебютував 23 грудня 1994 року в товариській грі проти Бразилії (0:2) у Порту-Алегрі .
Перед від'їздом на чемпіонат Європи 2000 року, до заявки на який Коцич потрапив, з воротарем сталась прикра невдача. Після останнього тренування збірної перед від'їздом до Бельгії він послизнувся у ванній і зламав палець на правій нозі, тому замість Александара на європейську першість відправився голкіпер «Обилича» Милорад Корач
Завершив виступи у збірній 2001 року після невдалої кваліфікації до чемпіонату світу 2002 року в Японії та Південній Кореї. У національній збірній воротар загалом провів 22 матчі.

## Тренерська кар'єра
Після завершення воротарської кар'єри він присвятив себе тренерській роботі. Два роки був тренером воротарів у молодіжних командах «Воєводини» та тренером воротарів «Срему», а згодом очолив першу команду.
У сезоні 2011/12 він тренував клуб «ЧСК Пивара» з Челарево, а у 2012 році був тренером воротарів грецької «Кавали», після чого був тренером воротарів у збірній Сербії.
У грудні 2015 році прийняв запрошення від свого співвітчизника Драгана Окуки, який саме очолив китайський клуб «Тяньцзинь Теда», увійти до його тренерського штабу, а з літа 2017 року працював тренером воротарів у іншому китайському клубі «Чанчунь Ятай», де працював до кінця 2019 року.
2020 року повернувся на батьківщину і став тренером воротарів «Інджії».

## Титули і досягнення
- Чемпіон Югославії (2):

«Црвена Звезда»: 1999-2000, 2000-2001
- Володар Кубка Югославії (2):

«Црвена Звезда»: 1998-1999, 1999-2000